# إيلين مورينو
إيلين مورينو (بالإسبانية: Eileen Moreno)‏ هي ممثلة كولومبية، ولدت في 5 ديسمبر 1984 في بالميرا، فالي ديل كاوكا ‏ في كولومبيا.

## وصلات خارجية
- إيلين مورينو على موقع IMDb (الإنجليزية)
- إيلين مورينو على موقع قاعدة بيانات الفيلم (الإنجليزية)